# Sergei Gennadjewitsch Karassjow

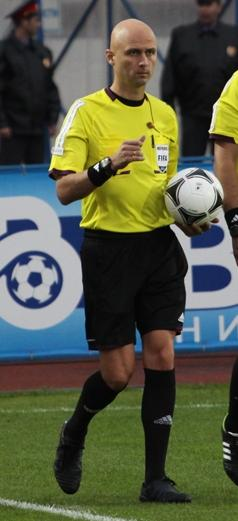
Sergei Karassjow (2012)

Sergei Gennadjewitsch Karassjow (russisch Сергей Геннадьевич Карасёв; englische Transkription: Sergey Karasev; * 12. Juni 1979 in Moskau) ist ein russischer Fußballschiedsrichter.

## Karriere
Sein Erstligadebüt in der russischen Premjer-Liga bestritt Karassjow am 6. April 2008 im Spiel Krylja Sowetow Samara gegen Lutsch-Energija Wladiwostok (2:1). 2010 wurde er von der FIFA berufen, sein erstes internationales Spiel leitete er am 2. September 2011 in der EM-Qualifikation bei einem 0:2 zwischen Luxemburg und Rumänien. Seit 2012 ist er in die dritthöchste UEFA-Schiedsrichter-Kategorie „First Group“ eingeteilt. Am 14. Februar 2013 leitete er das Europa-League-Hinspiel zwischen Borussia Mönchengladbach und Lazio Rom (3:3), bei dem er drei berechtigte Foulelfmeter für die „Fohlen“ pfiff. In der Gruppenphase der Champions League 2014/15 pfiff er in der 90. Minute beim Stand von 3:3 fälschlicherweise einen Handelfmeter für Schalke 04, wodurch das Spiel mit 4:3 gewonnen wurde. Zuvor hatte Sporting Lissabon in Unterzahl einen 1:3-Rückstand aufgeholt.
Als bisherigen Karrierehöhepunkt wurde Karassjow von der UEFA im Dezember 2015 als einer von 18 Schiedsrichtern für die Europameisterschaft in Frankreich nominiert. Weiterhin amtierte er beim olympischen Fußballturnier 2016 in Brasilien.
Die FIFA nominierte ihn am 29. März 2018 als einzigen russischen Schiedsrichter für die Weltmeisterschaft 2018. Als Assistenten begleiten ihn Anton Awerjanow und Tichon Kalugin.

## Einsätze bei Turnieren

### Fußball-Europameisterschaft 2016
| Phase        | Datum         | Spielort  | Heimmannschaft | Gastmannschaft | Ergebnis  |
| ------------ | ------------- | --------- | -------------- | -------------- | --------- |
| Gruppenphase | 15. Juni 2016 | Paris     | Rumänien       | Schweiz        | 1:1 (1:0) |
| Gruppenphase | 18. Juni 2016 | Marseille | Island         | Ungarn         | 1:1 (1:0) |

### Olympisches Fußballturnier 2016
| Phase        | Datum        | Spielort | Heimmannschaft | Gastmannschaft | Ergebnis  |
| ------------ | ------------ | -------- | -------------- | -------------- | --------- |
| Gruppenphase | 7. Aug. 2016 | Manaus   | Japan          | Kolumbien      | 2:2 (0:0) |

### Fußball-Weltmeisterschaft 2018
| Phase        | Datum         | Spielort | Heimmannschaft | Gastmannschaft | Ergebnis  |
| ------------ | ------------- | -------- | -------------- | -------------- | --------- |
| Gruppenphase | 26. Juni 2018 | Sotschi  | Australien     | Peru           | 0:2 (0:1) |

### Fußball-Europameisterschaft 2021
| Phase        | Datum         | Spielort | Heimmannschaft | Gastmannschaft | Ergebnis  |
| ------------ | ------------- | -------- | -------------- | -------------- | --------- |
| Gruppenphase | 16. Juni 2021 | Rom      | Italien        | Schweiz        | 3:0 (1:0) |
| Gruppenphase | 23. Juni 2021 | München  | Deutschland    | Ungarn         | 2:2 (0:1) |
| Achtelfinale | 27. Juni 2021 | Budapest | Niederlande    | Tschechien     | 0:2 (0:0) |

## Statistik

### Einsatzstatistik
| Saison    | Premier Liga | Kubok Rossii | Europa League | Champions League | Länderspiele |
| --------- | ------------ | ------------ | ------------- | ---------------- | ------------ |
| 2007/2008 | 6            | 0            | –             | –                | –            |
| 2008/2009 | 14           | 0            | –             | –                | –            |
| 2009/2010 | 13           | 2            | 0 / 0         | 0 / 0            | 0            |
| 2010/2011 | 24           | 1            | 0 / 1         | 0 / 0            | 1            |
| 2011/2012 | ?            | ?            | 3 / 2         | 0 / 0            | 1            |
| 2012/2013 | 20           | 1            | 4 / 1         | 2 / 1            | 4            |
| 2013/2014 | 17           | 1            | 2 / 0         | 4 / 0            | 0            |
| 2014/2015 | 4            | 0            | 2 / 0         | 2 / 0            | 1            |
| Gesamt    | 98           | 5            | 11 / 4        | 8 / 1            | 7            |

Anmerkungen: Stand der Liste: 21. Oktober 2014. Die Einteilung „x / y“ beschreibt links des Schrägstriches die Anzahl der Einsätze im Wettbewerb und rechts die Spiele in der jeweilig dazugehörenden Qualifikation. Die Spalte „Länderspiele“ zählt sämtliche dieser im A-Bereich auf, sowohl Freundschaftsspiele als auch zum WM-/EM-(Qualifikations-)Spiele.

### Spiele mit deutscher Beteiligung
| Wettbewerb                  | Datum         | Begegnung                            | Ergebnis  |
| --------------------------- | ------------- | ------------------------------------ | --------- |
| Europa-League-Qualifikation | 30. Aug. 2012 | Hannover 96 – Śląsk Wrocław          | 5:1 (2:1) |
| Champions League            | 3. Okt. 2012  | FC Schalke 04 – HSC Montpellier      | 2:2 (1:1) |
| Europa League               | 14. Feb. 2013 | Borussia Mönchengladbach – Lazio Rom | 3:3 (1:0) |
| Champions League            | 21. Okt. 2014 | FC Schalke 04 – Sporting Lissabon    | 4:3 (1:1) |